# Grüsch
Grüsch (toponimo tedesco; in romancio Crusch , desueto, in italiano Crusa, desueto) è un comune svizzero di 2 115 abitanti del Canton Grigioni, nella regione Prettigovia/Davos.

## Geografia fisica
Il villaggio di Grüsch si trova nella Prettigovia Anteriore , sul conoide alluvionale depositato dal Taschinasbach o Schmittnerbach, un affluente di destra del Landquart, che sfocia nel fondovalle principale, largo circa 1 km. Fanas si trova a nord-est sul pendio della montagna, a 300 metri sopra il fondovalle, e Valzeina si trova in una valle laterale meridionale, sopra lo Schranggabach.
Grüsch comprendeva anche gli alpeggi e le fattorie isolate di Überlandquart, Patluong, Valzalum, Vagga, Cavadura e Pendla, tutti situati sulla riva sinistra del Landquart. Della superficie comunale complessiva di 10,01 km², oltre la metà, ovvero 5,14 km², era coperta da foreste e boschi. Altri 3,95 km² erano utilizzati per l'agricoltura. 0,62 km² erano aree residenziali e i restanti 0,30 km² erano terreni improduttivi (per lo più montani). Il punto più alto del territorio si trovava sul Corno sopra il distretto di Pendla , a circa 1.600  metri sul livello del mare. Dall'accorpamento comunale del 2011, questo punto si trova al Giraspitz a 2.393  metri . La superficie del comune è quadruplicata durante l'accorpamento, passando da 10,01 km² a 43,30 km² (Fanas 21,84 km² e Valzeina 11,44 km²). 

## Storia

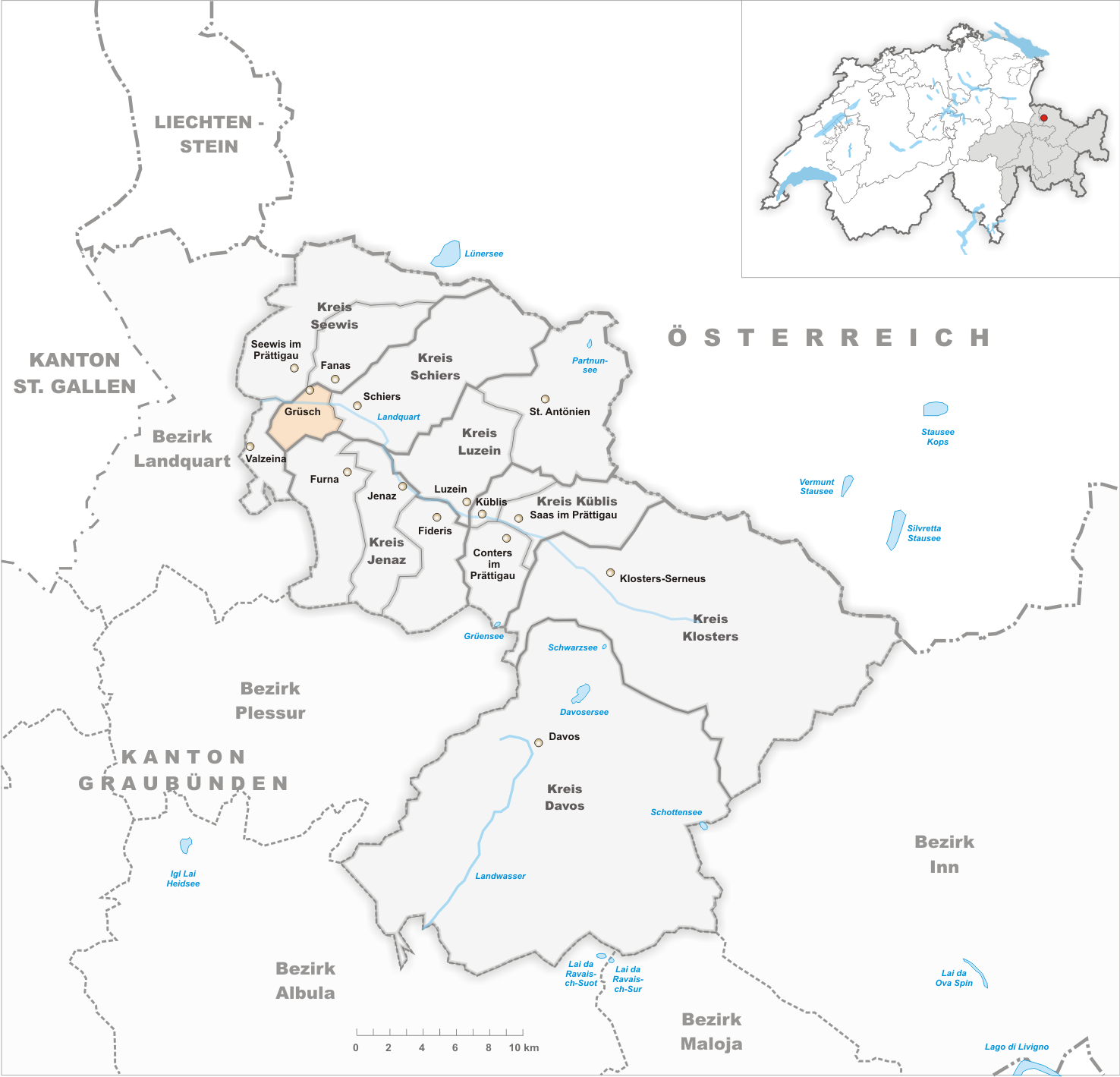
Il territorio del comune di Grüsch prima degli accorpamenti comunali del 2011

Nel 1875 inglobò le frazioni di Überlandquart e Cavadura e cedette quella di Sigg al comune di Vorder-Valzeina; il 1° gennaio 2011 ha inglobato i comuni soppressi di Fanas e Valzeina.

## Monumenti e luoghi d'interesse
- Chiesa riformata di Sant'Antonio, eretta nel 1720[3];
- Casa Zum Rosengarten, sede del Museo regionale della Prettigovia[3].

## Società

### Evoluzione demografica
L'evoluzione demografica è riportata nella seguente tabella (dal 2011 con Fanas e Valzeina):
Abitanti censiti

## Cultura
- Museo regionale della Prettigovia (Prättigauer Heimatmuseum)[3].

## Geografia antropica

### Frazioni
Le frazioni di Grüsch sono:
- Cavadura
- Fanas[6]
- Überlandquart
- Valzeina[7]
  - Hinter-Valzeina
  - Vorder-Valzeina
    - Sigg

## Infrastrutture e trasporti

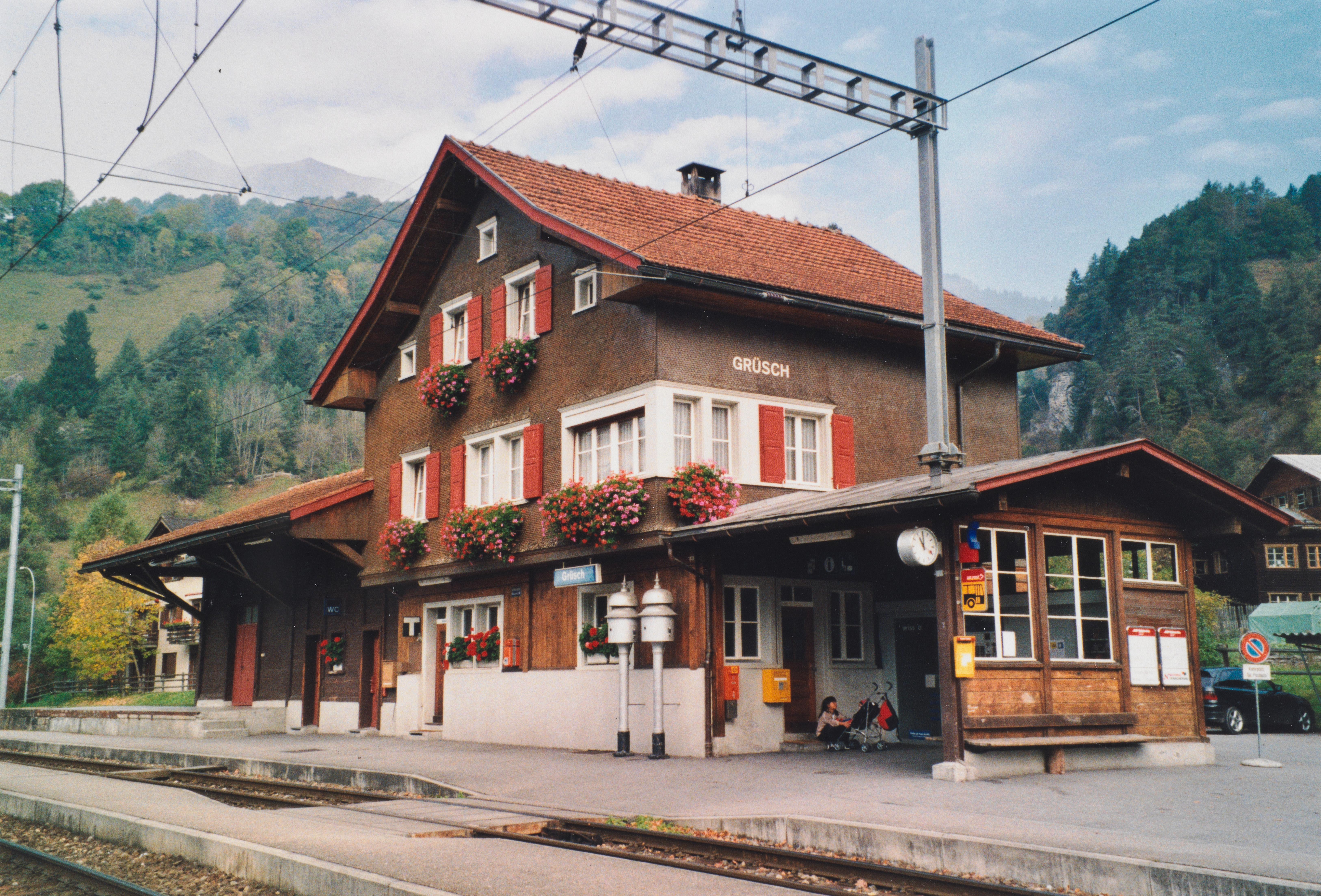
La stazione di Grüsch

Grüsch è servito dalla stazione ferroviaria omonima della Ferrovia Retica, sulla linea Landquart-Davos.